# Nestor notabilis
El kea (Nestor notabilis) es una especie de ave psitaciforme de la familia Strigopidae endémica de Nueva Zelanda. Habita en la zona alpina de la isla Sur, aunque habitó ambas islas en el pasado.

## Taxonomía
Fue descrita en 1856 por John Gould. No tiene ninguna subespecie descrita. Su género (Nestor) junto con el kakapo (Strigops habroptilus) (todos endémicos de Nueva Zelanda) eran tradicionalmente considerados parte de la familia Psittacidae, aunque actualmente se les considera una superfamilia propia: Strigopoidea.
Esta superfamilia es una de las tres que componen el orden Psittaciformes; las otras dos son Cacatuidea (de las cacatúas) y Psittacoidea (de los loros típicos). La familia Strigopidae se subdivide en dos tribus, Nestorini y Strigopini, cada una con un solo género, Nestor y Strigops, respectivamente. 
La familia Strigopidae evolucionó aislada durante un periodo muy considerable de tiempo al separarse la región de Nueva Zelanda del Gondwana, desde antes del Cenozoico hace 80 millones de años, antes de la radiación de las psitácidas y antes incluso de la expansión de los mamíferos, teniendo un periodo evolutivo mayor que ellos. Posteriormente hace unos 650 000 años, psitácidos de otras familias alcanzaron la región procedentes de la fauna australasia.

## Descripción
Es un loro de gran tamaño, midiendo en torno a los 46 cm. Es de color verde oliváceo, con el obispillo y la parte inferior de las alas de rojo brillante. El pico, la cera, el ojo y las patas son marrón oscuro. Los sexos son similares, pero el macho es mayor que la hembra y pesa alrededor de 1000 g, mientras que la hembra pesa cerca de los 800 g; además en el macho la mandíbula superior es más larga. Los juveniles tienen la parte superior de la cabeza pálida, y la cera, anillo ocular y pico amarillos.

## Distribución y hábitat
Es endémico de la isla Sur de Nueva Zelanda, aunque hay registros fósiles de que habitó la isla Norte, y en ocasiones se encuentran algunos divagantes en las montañas de Tararua.
Habita en la alta montaña, bien en zonas de bosques, como en pastizales y matorrales. A menudo desciende a las llanuras costeras del oeste de los Alpes Neozelandeses. El kea una de las pocas especies de loro capaz de vivir en regiones alpinas.

## Comportamiento

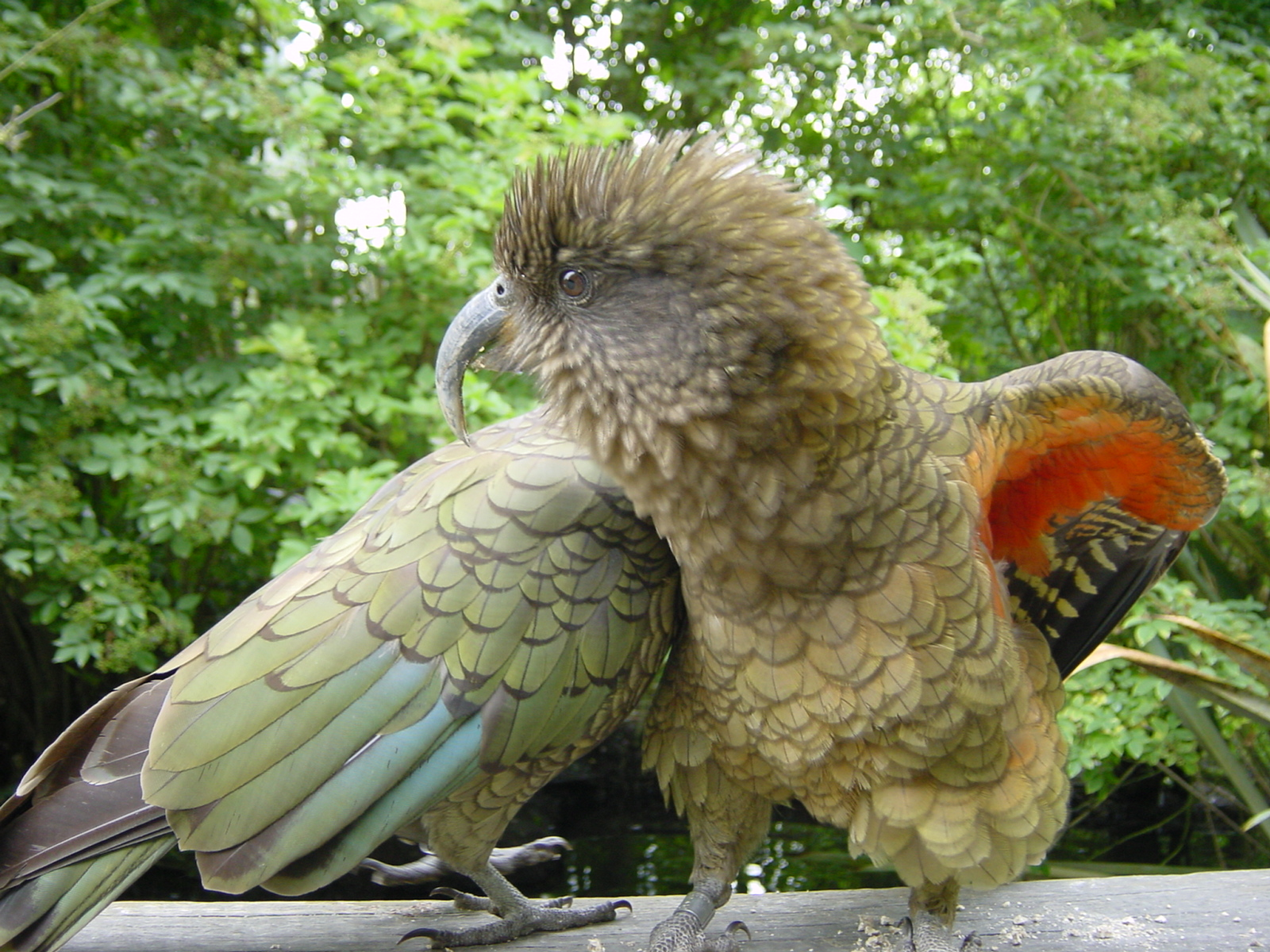
Dos keas acicalándose mutuamente. Se aprecia su patrón de plumaje, con la parte inferior de las alas de color rojo.

El kea es gregario, atrevido y curioso, se reúnen en grupos de entre cinco y quince individuos. Tiene un vuelo poderoso y acrobático, y juegan mientras vuelan. 
El nombre de este loro se debe al sonido que emite, que es un "keee-a" fuerte y agudo. Da la casualidad que en inglés, la lengua más usada en Nueva Zelanda, suena igual que la palabra caos. El estridente reclamo lo emite en vuelo. También emplean silbidos y gritos, siendo característico el uso de uno similar al sonido de una breve risa humana aguda.
Son fáciles de ver en estaciones de esquí, vertederos y aparcamientos de las zonas alpinas, donde son uno de los centros de atracción. Esta ave tiene un comportamiento atrevido, juguetón y curioso; se les ha visto causar destrozos a los autos al arrancar con su fuerte pico las tiras de goma de las ventanas, los limpiaparabrisas, e incluso pinchar los neumáticos del automóvil.

### Alimentación
El kea se alimenta de semillas, frutas, insectos, e incluso carroña. Desarrollaron muy mala fama como asesinos de ovejas, pero aunque si se alimentan de ovejas muertas, o pueden llegar incluso a matar a alguna enferma o herida, hay muy pocos casos registrados de ataques a ovejas sanas. Los criadores de oveja afirman que esta especie de loro tiene como comportamiento posarse en la espalda de las ovejas para picotear su piel, al grado de causarles heridas graves. Lo anterior, hizo que muchos de ellos comenzaran una cacería despiadada contra esta especie de loro, llegando a matar hasta 150 000 ejemplares, amenazando así seriamente su existencia. En 1986, recibió protección absoluta en virtud de la Ley de Vida Silvestre de Nueva Zelanda.

### Reproducción

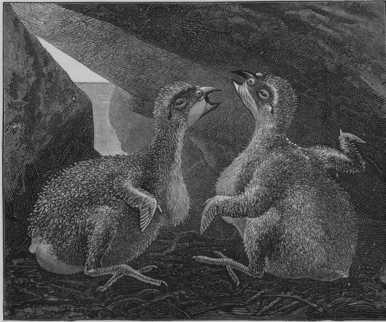
Dibujo de un nido y dos pichones de kea, por Walter Lawry Buller.

La época de cría comienza en julio y se extiende hasta marzo. Los keas comienzan a criar cuando tienen más de tres años. El macho a menudo es polígamo. Construyen su nido en agujeros en el suelo, debajo de troncos y en cavidades entre las rocas de morrenas no funcionales, lo cual es extraño entre los loros que suelen poner los huevos en agujeros de los árboles. El nido está hecho de ramitas, hierbas, musgos y líquenes, y pueden seguir con su construcción durante varios años.
Entre julio y enero ponen de 2 a 4 huevos (normalmente 4) que miden 44×33 mm. La hembra incuba en solitario durante 23-24 días, tiempo durante el cual el macho se encarga de alimentarla. Los jóvenes se emancipan tras 90-100 días de cuidados paternos.

## Estado de conservación
Actualmente, el kea está catalogado como especie en peligro de extinción, y se estima que existen entre 1000 y 15 000 ejemplares, siendo algunas de sus amenazas el envenenamiento por plomo al comer material de construcción, ser atropellados por automovilistas en áreas turísticas, además de que muchas personas aún les disparan porque los consideran una molestia, y los depredadores, como los gatos salvajes, así como también la destrucción de hábitat donde habita este loro.